# Maddi Jane
Madeleine Jane Gray (Chicago, Illinois, Estados Unidos; 4 de septiembre de 1998, es una cantante estadounidense famosa por sus versiones de canciones populares en YouTube.
El canal de  Maddi Jane en YouTube tiene más de 323.450.459 visualizaciones y más de un millón de suscriptores. En junio de 2011 ocupó el cuarto lugar en la lista Uncharted que publica la revista Billboard con la su versión del tema Rolling in the deep de la cantante británica Adele.

## Músicas
| Publicación                                                      | Título |
| ---------------------------------------------------------------- | --- |
| Unreleased (EP) - EP publicado el 18.08.2011                     | Breakeven (Acoustic) Impossible (Acoustic) That Should Be Me (Acoustic) Just The Way You Are (Acoustic) Secrets (Acoustic) |
| Rolling In the Deep (Live) - Single publicado el 20.05.2011      | Rolling In the Deep (Live)                                                                                                 |
| Price Tag (Live) - Single publicado el 25.03.2011                | Price Tag (Live) |
| Jar of Hearts (Live) - Single publicado el 25.02.2011            | Jar of Hearts (Live) |
| If This Was a Movie - Single publicado el 11.11.2011             | If This Was a Movie |
| Skyscraper (Live) - Single publicado el 26.01.2012               | Skyscraper (Live) |
| Barricade - Single publicado el 05.06.2012                       | Barricade |
| All I Want for Christmas Is You - Single publicado el 18.12.2012 | All I Want for Christmas Is You                                                                                            |